# Rottenburg an der Laaber
Pour les articles homonymes, voir Rottenburg.
Rottenburg an der Laaber est une ville de Bavière (Allemagne), située dans l'arrondissement de Landshut, dans le district de Basse-Bavière.
Elle est constituée de 69 Ortsteil:
| - Allgramsdorf - Bogenhausen - Brandhof - Breiten - Eggerach - Eschenloh - Frechelsdorf - Furth - Gebersdorf - Geratsberg - Gisseltshausen - Grünberg - Haag - Haunsberg - Hausmann - Heckmühle - Hofberg - Höfl | - Högldorf - Inkofen - Kreuzthann - Lurz - Marktstauden - Mitterhof - Muckendorf - Münster - Niedereulenbach - Niederhatzkofen - Niederroning - Oberaichgarten - Oberhatzkofen - Oberndorf - Oberotterbach - Oberroning - Obervorholzen - Oed | - Pattendorf - Pfeffendorf - Pfifferling - Pleckenhof - Plunderdorf - Preckmühle - Rahstorf - Ramersdorf - Reckerszell - Reinischgrub - Ried - Rottenburg an der Laaber - Schaltdorf - Scharmühle - Schierlkofen - Schirmbach - Schlamberg - Schleifmühle | - Seidersbuch - Steckengrub - Stein - Steinbach - Thomaszell - Unteraichgarten - Unterbuch - Unterlauterbach - Unterotterbach - Untervorholzen - Viehhausen - Weiher - Weltendorf - Wiedenberg - Wolferthau |

## Personnalités liées à la ville
- Manfred Weber (1972-), homme politique né à Niederhatzkofen.